# صلاح الدين السعيدي
صلاح الدين السعيدي هو لاعب كرة قدم مغربي من مواليد 6 فبراير 1987 بمدينة مراكش،يمارس حاليا بنادي الوداد البيضاوي.

## إنجازاته

### مع الأندية
الجيش الملكي
- كأس العرش: النهائي سنة 2012
- الدوري المغربي الممتاز: الوصافة سنة 2013

 الوداد البيضاوي :
- الدوري المغربي الممتاز (4) : اللقب 2015، 2017، 2019، 2021
- دوري أبطال أفريقيا : اللقب 2017
- كأس السوبر الأفريقي : اللقب 2018

### مع المنتخب
منتخب المغرب لكرة القدم للمحليين
- كأس العرب لكرة القدم
  - اللقب سنة 2012
- بطولة أمم أفريقيا للمحليين
  - اللقب سنة 2018

## روابط خارجية
- صلاح الدين السعيدي على موقع الاتحاد الدولي (مؤرشف)  (الإنجليزية)
- صلاح الدين السعيدي على موقع قاعدة بيانات كرة القدم.إي يو (الإنجليزية)
- صلاح الدين السعيدي على موقع ناشيونال فوتبول تيمز (الإنجليزية)
- صلاح الدين السعيدي على موقع Soccerway.com (الإنجليزية)
- Fiche de Salaheddine Saidi sur transfermarkt.fr
- Fiche de Salaheddine Saidi sur footballdatabase.eu